# Nikki Griffin
Pour les articles homonymes, voir Griffin.
Nikki Griffin est une actrice américaine, née le 16 avril 1978 à Vicksburg, dans le Mississippi.

## Filmographie

### Cinéma
- 2005 : Shérif, fais-moi peur (The Dukes of Hazzard) : Katie Johnson
- 2006 : Fast and Furious: Tokyo Drift : Cindy, la petite amie de Clay
- 2008 : Bar Starz : Pennie
- 2008 : Last Meal : Claire
- 2009 : Why Men Go Gay in L.A.
- 2009 : H2O Extreme : Ashlyn
- 2009 : Hot Babes (Deep in the Valley) : la deuxième babysitter
- 2010 : The Penthouse : Lexi

### Télévision

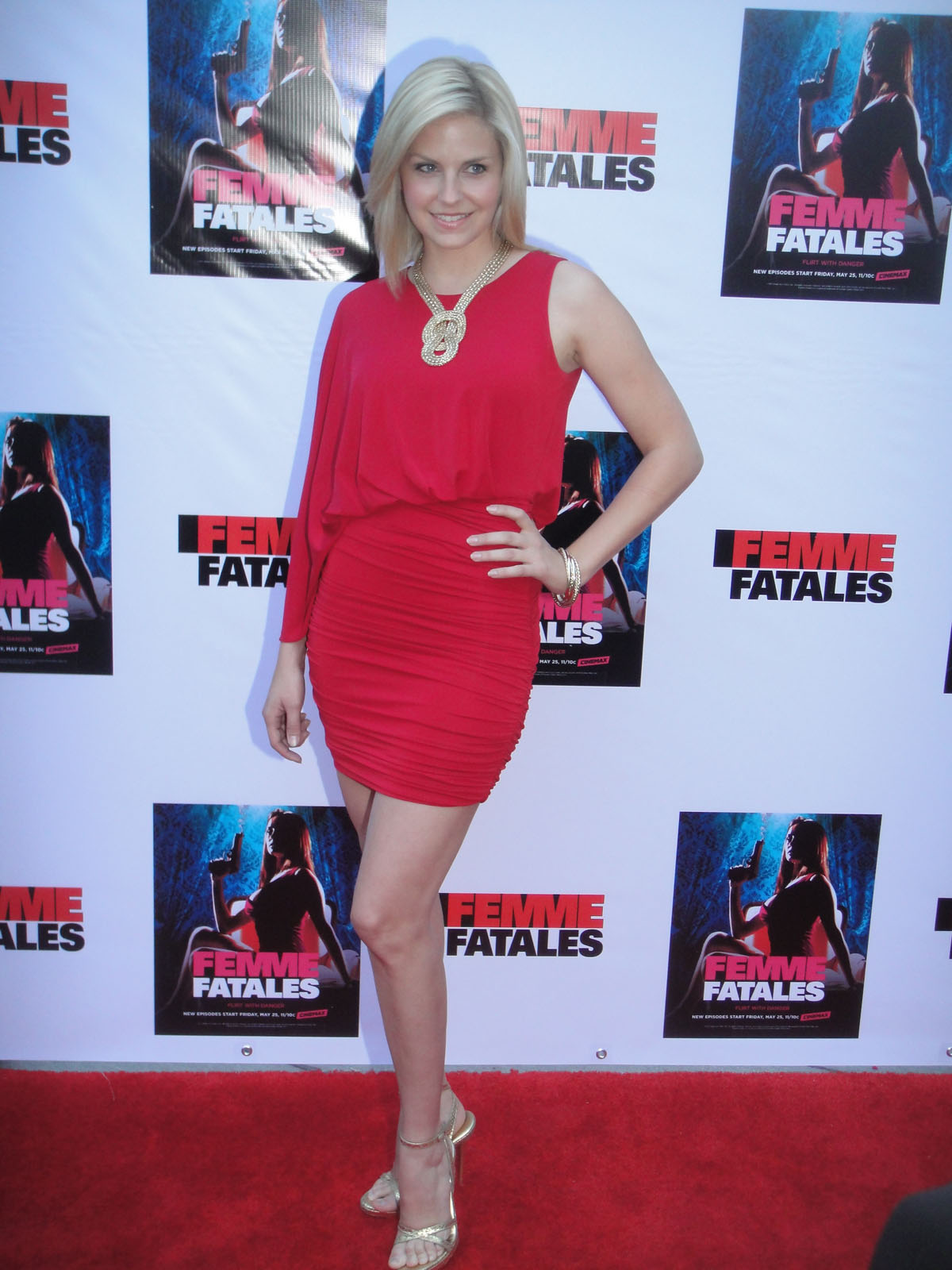
Nikki Griffin en 2012.

#### Téléfilm
- 2000 : Darktales : Liz
- 2005 : Sexcrimes 3 : diamants mortels (Wild Things: Diamonds in the Rough) : Risa Howard

#### Série télévisée
- 1999 : Dawson (Dawson's Creek) : figurante
- 2004 : Dr Vegas : Girl Gone Wild
- 2004 : Jack et Bobby (Jack & Bobby) : une cheerleader
- 2004 : Les Feux de l'amour (The Young and the Restless) : la fille de la Coffee House
- 2005 : Eyes : Alison Guralnick
- 2006 : Secrets of a Small Town : Christine
- 2006 : Newport Beach (The O.C.) : Jess Sathers
- 2007 : How I Met Your Mother : Lindsay
- 2008 : Les Experts : Manhattan (CSI: NY) : Vivian Knox
- 2009 : Entourage : E's Date
- 2009 : Les Feux de l'amour (The Young and the Restless) : Kelly
- 2012 : Femme fatales, épisodes Family Business: Part 1 et Part 2 : Nicole Ryan